# Maksim Krstulović
Maksim Krstulović (Split, 26. kolovoza 1933. – London, 21. svibnja 1974.) hrvatski je slikar, sin komunističkog revolucionara i političara Vicka Krstulovića. 

## Životopis
Od 1952. do 1957. godine studirao je na Akademiji likovnih umjetnosti u Zagrebu te je od 1957. do 1959. pohađao specijalni tečaj slikarstva kod Marina Tartaglije. Rani radovi u duhu postimpresionizma, poslije je eksperimentirao s apstrakcijom, zadržavši asocijaciju na zavičajni krajolik (ciklus mosorskoga kamenjara, 1962. – 1966.); slijede ciklus crteža i grafike u duhu poentilističke apstrakcije (Okupljanje, 1968. – 1974.). Ubijen je 1974. godine u Londonu.